# Xtro
Xtro es una película británica de terror de ciencia ficción de 1982 dirigida por Harry Bromley Davenport. Fue protagonizada por Philip Sayer, Bernice Stegers y Maryam d'Abo. Hubo dos secuelas de esta película. 

## Argumento
La película se centra en un padre llamado Sam Phillips que fue secuestrado por extraterrestres y que regresa a su familia tres años después, donde va en busca de su hijo Tony Philips. 

## Reparto
- Philip Sayer - Sam Phillips
- Maryam d'Abo - Analise Mercier
- Bernice Stegers - Rachel Phillips
- Danny Brainin - Joe Daniels
- Simon Nash - Tony Phillips
- Peter Mandell - Clown
- David Cardy - Michael
- Anna Wing - Sra. Goodman

## Estreno
La producción cinematográfica fue estrenada originalmente como una especie de respuesta de bajo presupuesto y muy sangrienta al entrañable alienígena de E.T..

## Recepción
Si bien la recepción de la película es principalmente negativa, la película ha alcanzado un estado de culto desde su lanzamiento y hubo por ello las secuelas.